# Pedro Domingo Etchegoyen
Pedro Domingo Etchegoyen   (Montevideo, c. 1895 - Montevideo, valor desconegut) va ser un futbolista uruguaià, que jugava de davanter, que va competir durant la dècada de 1920.
A nivells de clubs jugà al Liverpool Fútbol Club (1922-1924). Amb la selecció de futbol de l'Uruguai fou seleccionat per jugar la Copa Amèrica de 1923, que guanyà l'Uruguai. El 1924 fou convocat per disputar la competició de futbol dels Jocs Olímpics de París, on l'equip guanyà la medalla d'or, però ell no disputà cap partit.